# Xinguan (ort i Kina, Sichuan Sheng, lat 32,07, long 106,10)
Xinguan (kinesiska: 新观) är en ort i Kina. Den ligger i provinsen Sichuan, i den sydvästra delen av landet, omkring 250 kilometer nordost om provinshuvudstaden Chengdu. Antalet invånare är 5 412. Befolkningen består av 2 793 kvinnor och 2 619 män. Barn under 15 år utgör 16,0 %, vuxna 15-64 år 66 %, och äldre över 65 år 17,0 %.
Runt Xinguan är det tätbefolkat, med 343 invånare per kvadratkilometer. Närmaste större samhälle är Jiachuan, 18,7 km nordost om Xinguan. I omgivningarna runt Xinguan växer i huvudsak blandskog.
Genomsnittlig årsnederbörd är 1 312 millimeter. Den regnigaste månaden är juli, med i genomsnitt 346 mm nederbörd, och den torraste är december, med 2 mm nederbörd.